# PerlTidy
A PerlTidy egy olyan eszköz, amelyet Perl programozási nyelven írtak meg, hogy statikus kód elemzést végezzen az ugyanazon nyelven írt kódra. A parancssori kapcsolókat vagy a konfigurációs fájlokat a Perl parancsfájlok újraformázására használja, hogy megfeleljenek a megadott kódolási szabályoknak. Az alapértelmezett beállítás nagyjából megegyezik Perl Stílus Útmutató leírásban foglaltakkal.
A parancssor mellett számos alternatív interfész eszköz megtalálható a PerlTidy kapcsán, közülük az egyik a  Padre IDE, a perltidy.el az Emacs-hoz. valamint egy online változat.
Bevezetése óta a PerlTidy a Perl programozók számára a legajánlottabb eszköz lett és számos fontosabb könyvben megemlítik. Nevezetesen, a Perl Best Practices könyvben található szintaktikai előírások igazodnak a PerlTidy-konfigurációhoz.